# چورشتن
چورشتن (به لهستانی:  Czorsztyn) یک روستا در لهستان است که در گمینا چورشتن واقع شده‌است. چورشتن ۳۶۵ نفر جمعیت دارد.